# باروی ری

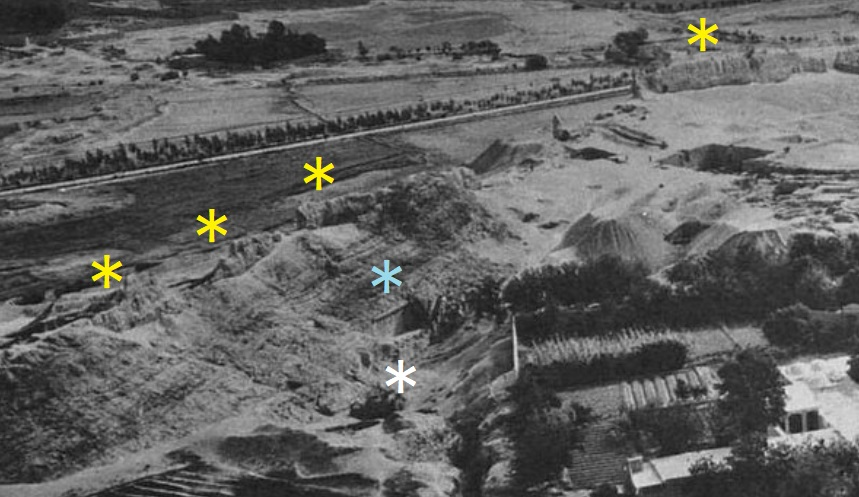
عکس هوایی بخشی از سرزمین ری در محدوده چشمه‌علی و اطراف آن. کشیدگی باروی ری در عکس هوایی باستان‌شناس اریش فریدریش اشمیت. علامت‌های ستاره به رنگ زرد دیوارهای باقی مانده مخروبه از باروی ری می‌باشد. ستاره زرد رنگ سمت چپ و پایین محل ساختن دیوار بازسازی شده است که در عکس‌های مدرن موجود است. سنگ‌نگاره فتحعلی‌شاه (ستاره آبی) و چشمه‌علی (ستاره سفید) در عکس مشخص شده است. ۱۳۱۵ خورشیدی

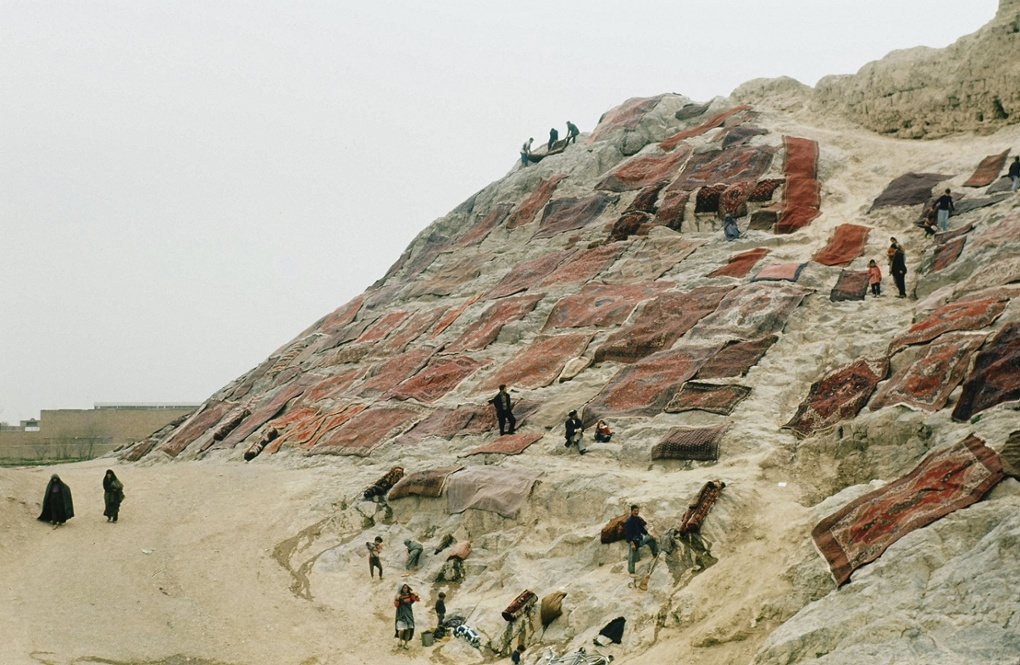
خشک کردن فرش‌ها بر روی تپه سنگی چشمه علی ۱۳۳۹ خورشیدی - باقی‌مانده دیوار باروی ری در بالای عکس دیده می‌شود. این دیوار هم‌اکنون مرمت گردیده است.

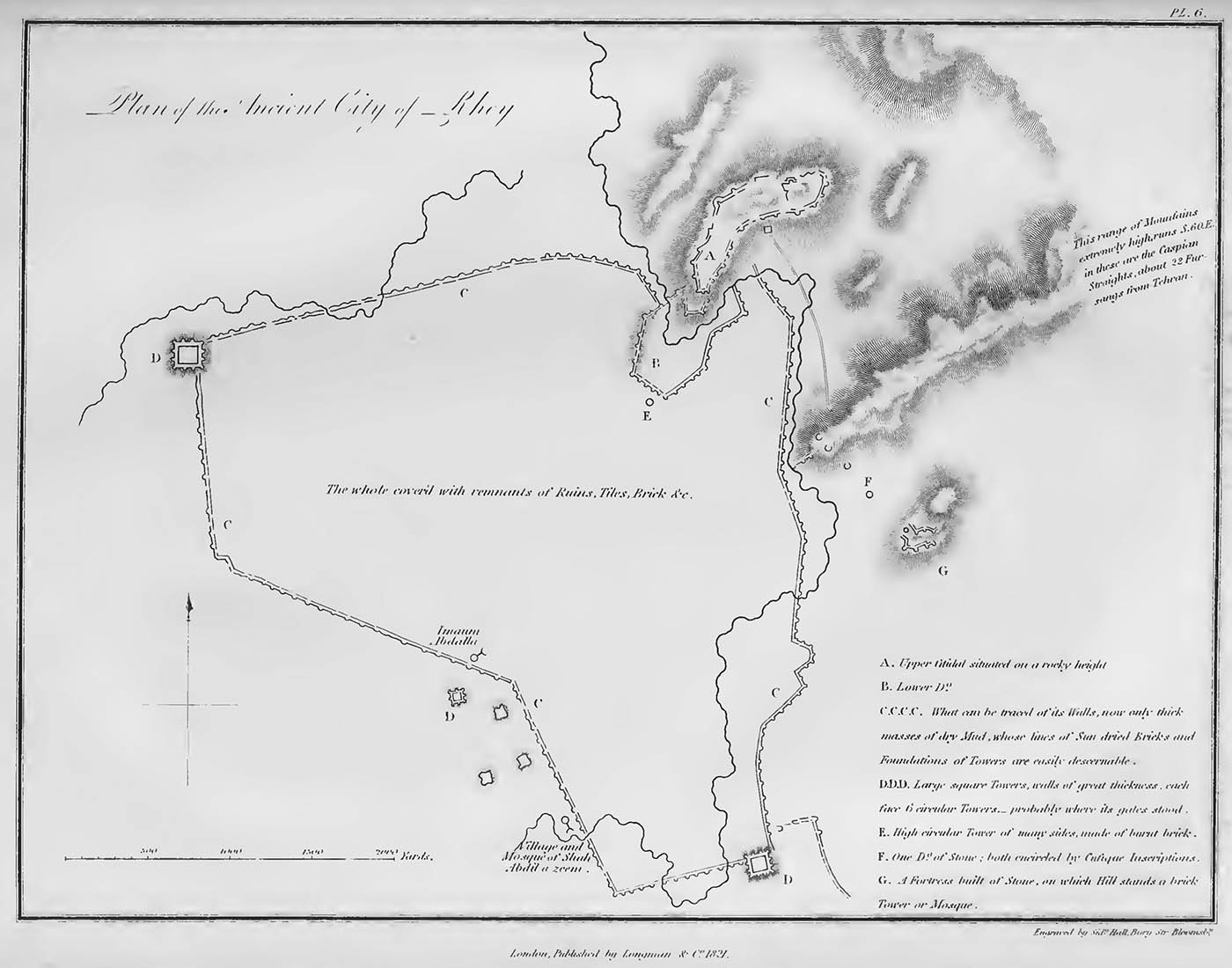
نقشه رابرت کر پورتر در زمان فتحعلی‌شاه قاجار که در آن شاه عبدالعظیم و امامزاده عبدالله و نیر اماکن زیر مشخص شده: A,B. باروی ری C. دیوار شهر D. برج‌های نگهبانی E. برج طغرل F. برج و گنبد سنگی فخرالدوله در کوه نقارخانه G. بنای سنگی آرامگاه بی‌بی‌شهربانو

باروی ری قدمتی ۶۰۰۰ ساله دارد که احتمالاً مربوط به دوره مادها می‌باشد، ری بعد بر اثر زلزله خراب شد و سلوکوس اولین جانشین اسکندر آن را از نو آباد گردانید. باروی ری، دیواری است با کاربرد دفاعی که در دوره حکومت اشکانیان دورتادور شهر را در بر می‌گرفته و هم‌اکنون تنها حدود ۳ کیلومتر از بقایای این دیوار که قسمتی از آن بر روی صخره چشمه علی واقع شده باقی‌مانده است. این بارو دارای وسعتی در حدود ۱۸۰۰*۲۵۰۰ متر است و با باروی بسیاری از شهرهای نظامی مشابه قابل مقایسه است. اطراف آن در گذشته خندقی وجود داشته که در هنگام خطر برای دفاع آن را از آب پر می‌کرده‌اند. طول بقایای این بارو ۴۵۳ متر است که به دو بخش شرقی و غربی تقسیم می‌گردد. حداکثر ارتفاع آن ۸ متر و حداقل آن ۳٫۲ متر می‌باشد. این دیوار قدیمی در بالای کتیبه فتحعلی شاه قاجار و در شمال چشمه علی واقع در شهر ری می‌باشد. این دیوار مانند باروی اصلی ری از چینه و خشت ساخته شده و دارای برج‌های پشتیبان است. در ظاهر نیمه شرقی آن به‌طور کامل و پی‌های آن در دیگر جهات در آغاز دوره قاجار باقی بود و حدود ری قبل از اسلام را نمایان می‌کرد. رابرت کر پورتر جهانگرد معروف انگلیسی در نقشه خود آن را ترسیم نموده است. این دژ نزدیک کارخانه گلیسیرین و کارخانه سیمان و در نزدیکی قلعه گبری واقع شده است. ری در گذشته به دو قسمت ری زبرین و ری برین تقسیم می‌شد که ری زیرین در شرق ری برین قرار داشته است. در زمان‌های مختلف این بارو مورد مرمت قرار گرفته است به ویژه یه زمان آل بویه که ری برین باستانی از نو ساخته شد، فخر الدوله قلعه ری باستانی را تعمیر و مرمت کرد. ظاهراً تاریخ بنای باروی ری باستانی تا دوره اسکندر و قبل از آن است. در احوال اسکندر آمده است در ری و ماد برای ممانعت از تجاوزات مردمان شمالی اسکندر قلاع (دژ) و شهرهایی ساخته بود. ری بعد بر اثر زلزله خراب شد و سلوکوس نخستین جانشین اسکندر آن را از نو آباد کرد. در دوره اشکانیان که این شهر پایتخت بود این بارو بوده است زیرا در نقشه کرپرتر نام دژهایی که یاد شده نشان می‌دهد آن‌ها به آن دوره مربوط می‌شوند، از مثال‌های دیگری که در این مورد می‌توان اشاره کرد، دژ رشکان، دژ باب بلیسان (بلاسان) و دژ باب باطان می‌باشد. این بارو علاوه بر آسیبی که از باد و باران در گذشت زمان دیده است، به کلنگ کشاورزان نیز خراب گردیده و به جز اندکی از آن به جای نمانده است.

## نمای کلی
از مدارک دیگری که مربوط به باروی ری است عکس هوایی اشمیت، باستان‌شناس، در سال ۱۹۳۶ (میلادی) (۱۳۱۵ شمسی) است که از بالا گرفته شده است. در این عکس چند نکته دارای اهمیت است؛ وجود قسمت اعظم از باقی‌مانده‌های دژ اصلی بر راس کوه بی بی شهربانو و کارخانه قدیم سیمان در کنار آن و دو ردیف دیوار که از این ارتفاعات آغاز شده و به سمت دشت است. دیوار سمت راست یکی از اضلاع سه‌گانه باروی شهر است که به سمت جنوب پیش می‌رود اما باروی سمت راست بر روی ارگ کشیده شده بود و به احتمال زیاد به عنوان حصار جداکننده بین شهر و ارگ حکومتی کار برد داشته است.
بقایای باروی قدیم ری که روی صخره‌های چشمه علی واقع شده از منتهی‌الیه شرقی کنار خیابان ابن بابویه تا غربی‌ترین نقطه آن در کل ۴۵۳ متر دراز دارد و به دو بخش عمده در دو سوی شرقی و غربی منبع آب تقسیم می‌شود و آنچه از این بارو باقی‌مانده توسط هیئت باستان‌شناسی چشمه علی به چهار قسمت اصلی a b c d تقسیم و نام‌گذاری شده است.

### باروی شرقی
این بخش از باروی از مجاورت جاده آسفالته‌ای شیب‌دار که از کنار چشمه علی به طرف شمال شرقی و بالای صخره امتداد می‌یابد آغاز شده و به سمت شرق کشیده می‌شود روی بخشی از این دیوار در سال‌های ۱۳۳۰ تا ۱۳۴۰ جایگاهی به عنوان منبع آب برای آب‌رسانی به خانه‌های جدید اطراف چشمه ایجاد شد که متأسفانه موجب تخریب و انهدام بارو شده است طول این دیوار حدود ۱۶۳ متر و ارتفاع متوسط آن حدود ۵ متر، حداکثر ارتفاع ۸ متر و حد اقل آن ۲/۲۰ متر و عمق حفره ایجاد شده در پایین دیوار ۷۰ سانتی‌متر تا ۱۱۰ سانتی‌متر است.

### باروی غربی
بخش غربی باروی قدیم ری از مجاورت جاده و دیوار غربی منبع آب و از نقطه‌ای که دیوار شرقی آغاز می‌شود شروع شده و بر خط الراس صخره به طرف غرب امتداد می‌یابد طول این صخره حدود ۲۹۰ متر است و به ۹ قسمت می‌شود و باروی باقی‌مانده در آن چهار قطعه است این بخش از بارو دارای چهار قسمت می‌باشد.

#### قسمت اول

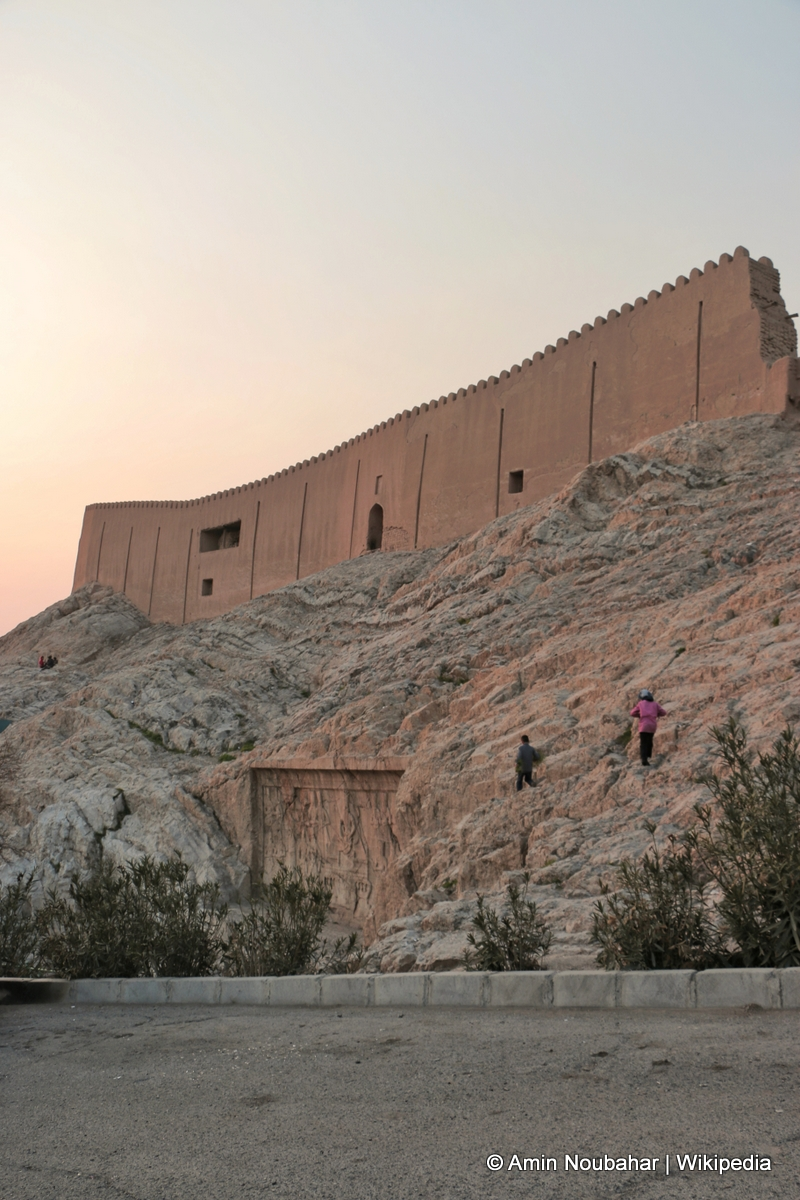
نمایی از دیواره باروی ری به همراه کتیبه فتحعلی‌شاه - ۱۴۰۱

دیوار این قسمت به طول ۷۰ متر کاملاً تخریب شده و اهالی محل روی آن سه واحد مسکونی احداث کرده‌اند از کمیت و کیفیت این قسمت از دیوار اطلاعی در دست نیست.

#### قسمت دوم
دیوار A اولین قطعه از دیوار غربی که بقایای آن قابل دیدن و مشاهده است دارای ۳/۴۰ متر درازا و ۱/۸۰ متر بلندی از کف فعلی و ۲/۵۰ متر پهناست و در پناه بلندترین نقطه صخره چشمه علی واقع شده است. این قطعه از دیوار شباهت و ترکیبی از دیوار ندارد بلکه بیشتر به توده‌ای از خاک شبیه است که در امتداد صخره واقع شده است.

#### قسمت سوم
حد فاصل میان دیوار AوB به درازای ۲۸/۶۰ متر که در آن جا صخره چشمه علی از بیش‌ترین ارتفاع بر خوردار است باروی قدیم ری کاملاً تخریب شده و اثری از آن وجود ندارد حتی آوار و خاک‌های حاصل از تخریب دیوار بر اثر گذشت سال‌های متمادی وزش باد و بارش‌های سالیان دراز کاملاً شسته و پاک شده و نشانی از آن باقی نمانده است.

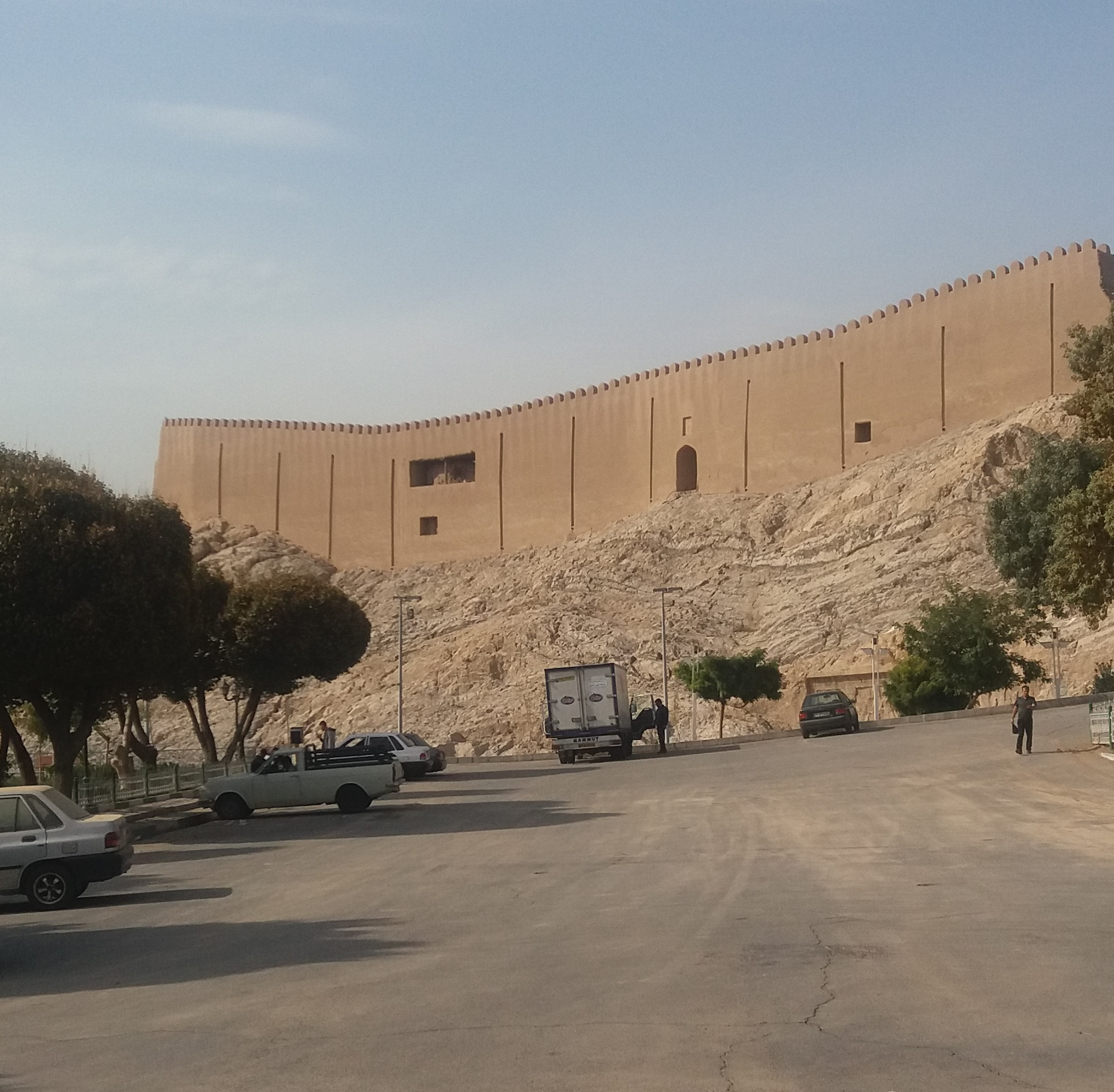
باروی ری - ۱۳۹۴

#### قسمت چهارم
دیوارB، طول این دیوار ۱۸/۷۰ متر عرض آن در بیش‌ترین اندازه ۳ متر و در کم‌ترین نقطه ۲/۵۰ متر و ارتفاع حداکثر و حداقل آن به ترتیب ۴/۳۰ و۲ متر است. 

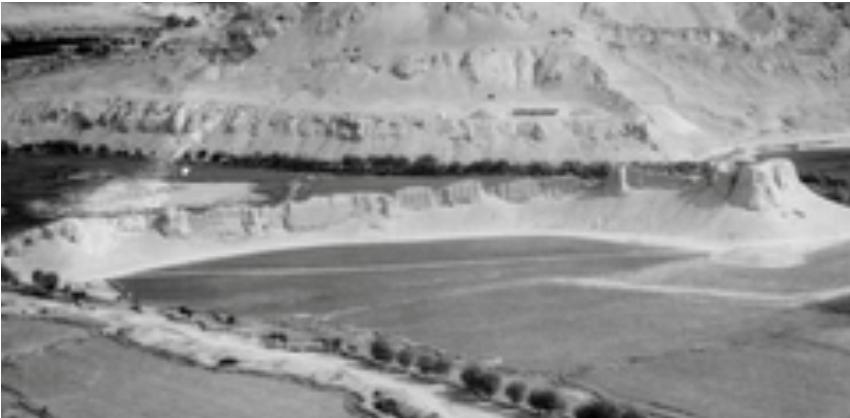
باروی ری قدیمی - ۱۹۳۶ میلادی

#### قسمت پنجم
حد فاصل میان دیوار b به طرف غرب تا دیوار C، طول این قسمت ۷/۲۰ متر است.

#### قسمت ششم
دیوار C دارای ۱۹ متر طول و ۲/۷۰ متر بلندی و ۲/۵۰ متر پهنا دارد.

#### قسمت هفتم
حد فاصل میان قطعه ششم یا دیوار C به طرف غرب تا دیوار D به درازای ۱۶/۵۰ متر.

#### قسمت هشتم
دیوار D از منتهی‌الیه غربی قسمت هفتم که صخره طبیعی است آغاز و به درازای ۱۶ متر امتداد می‌یابد این قطعه دارای ۶۰/۴۰ متر بلندی و پهنای متغیر ۱/۱۰ تا ۲/۷۰ متر است.

#### قسمت نهم
از منتهی‌الیه جبهه غربی دیوار D صخره سنگی چشمه علی با اندکی پستی و بلندی حدود ۱۳۰ متر به طرف غرب امتداد می‌یابد.

## نگارخانه

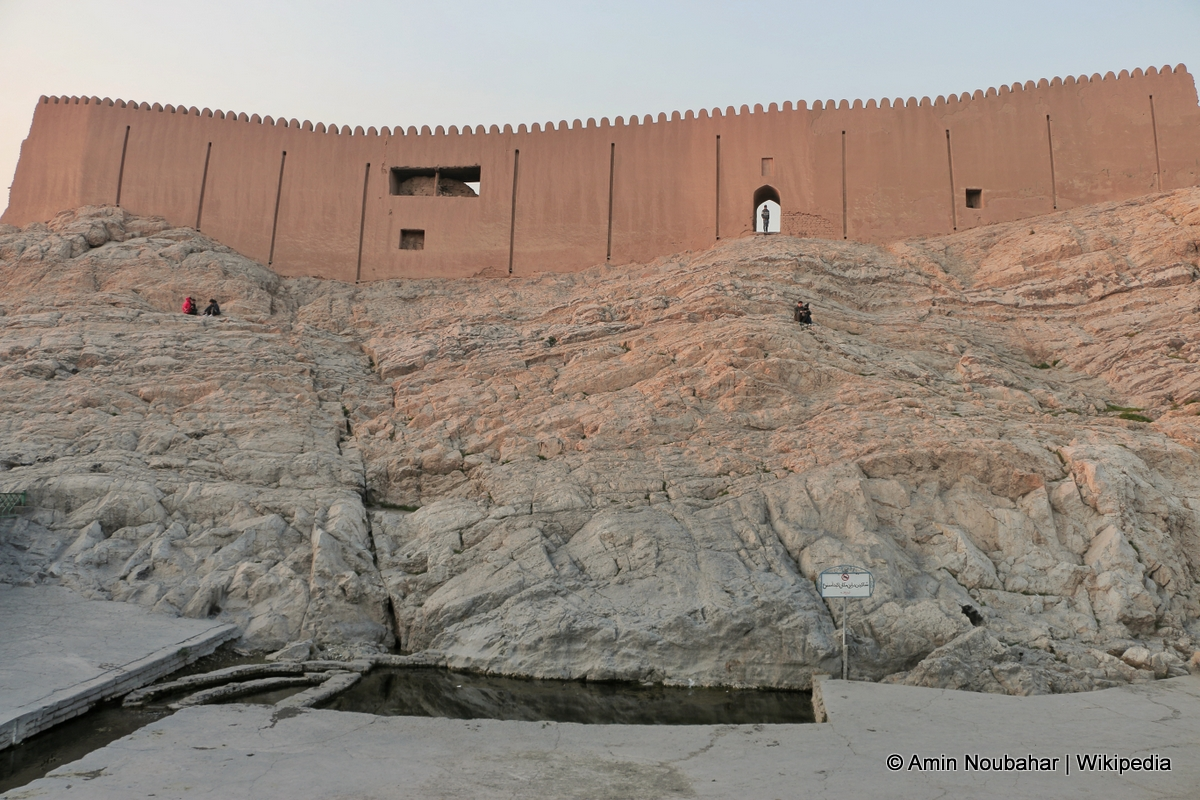
بخش مرمت‌شدهٔ دیوار مشرف به چشمه‌علی
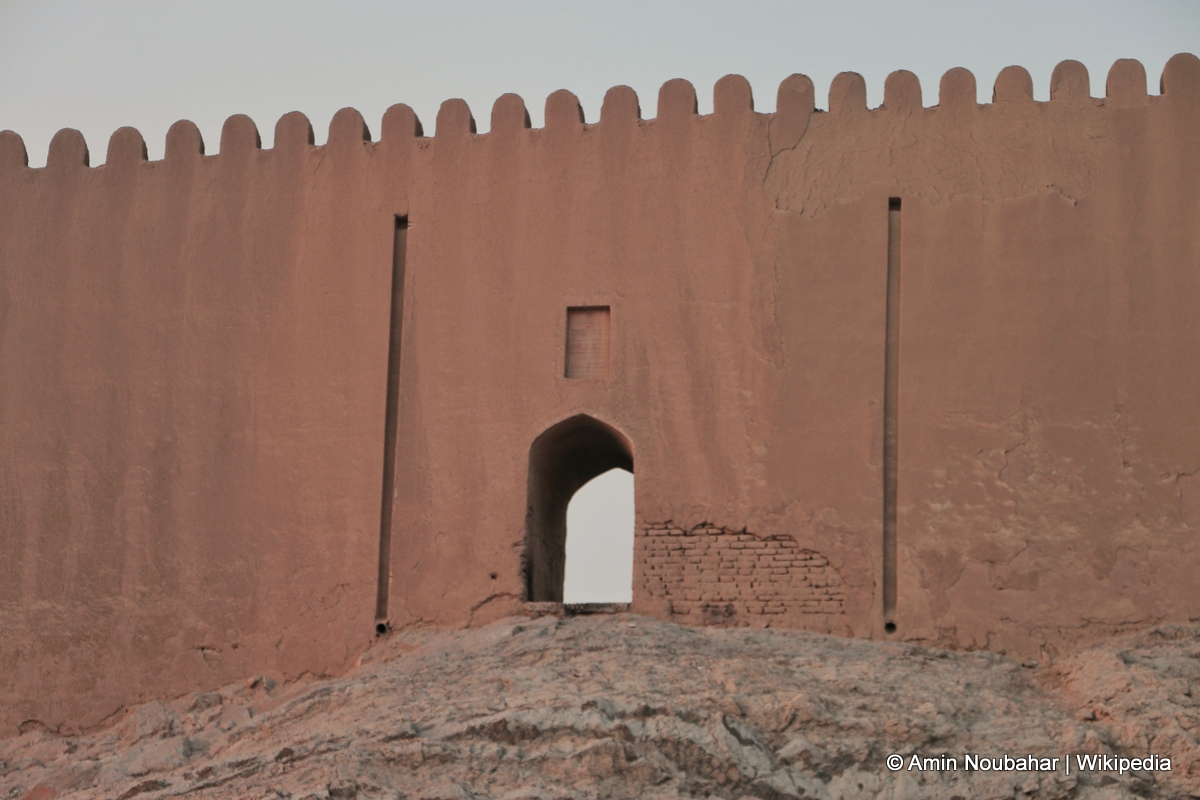
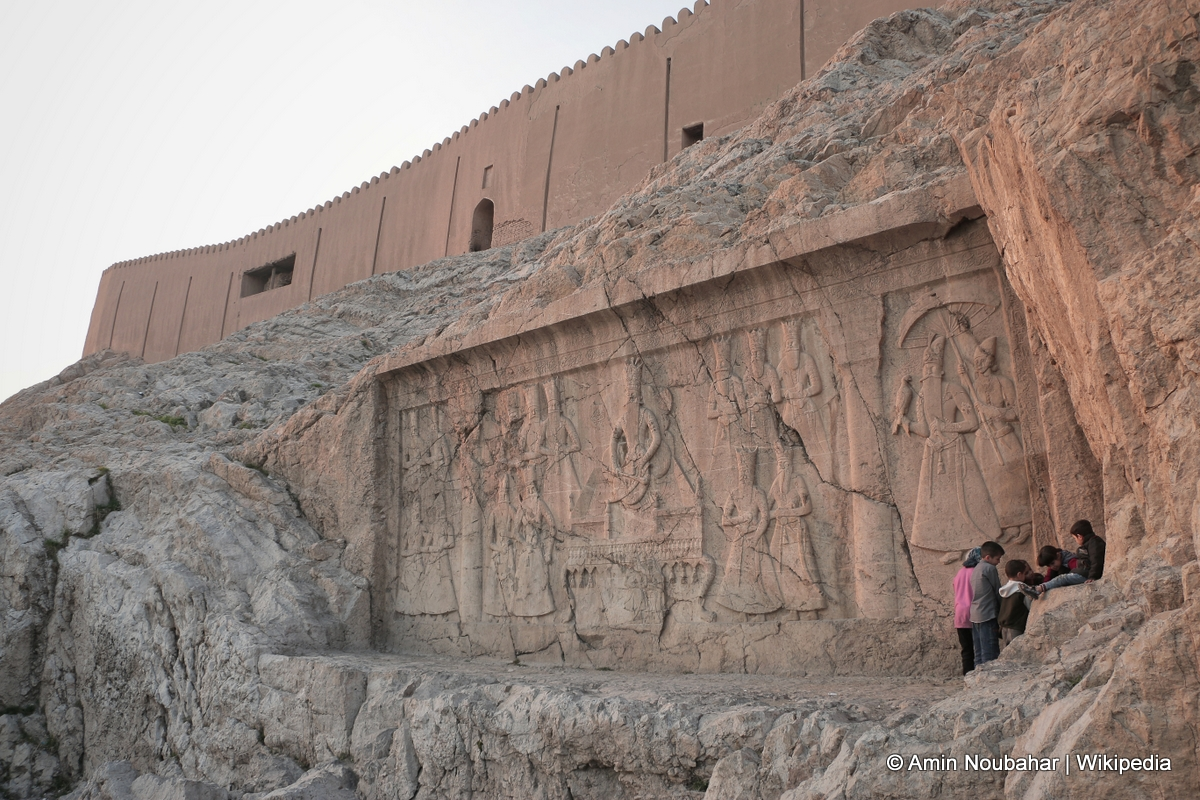
نمایی از کتیبه فتحعلی‌شاه با دورنمای باروی ری
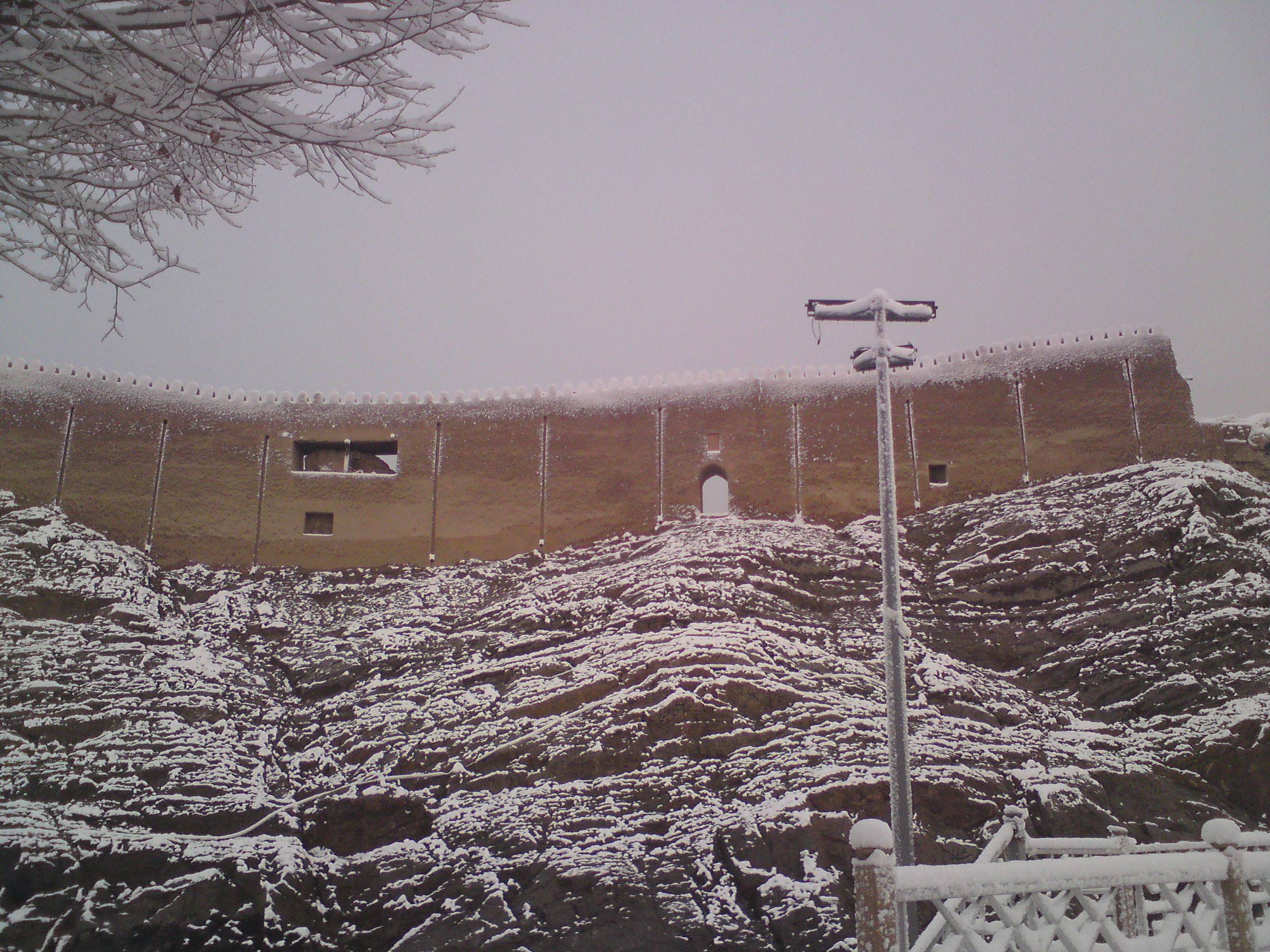
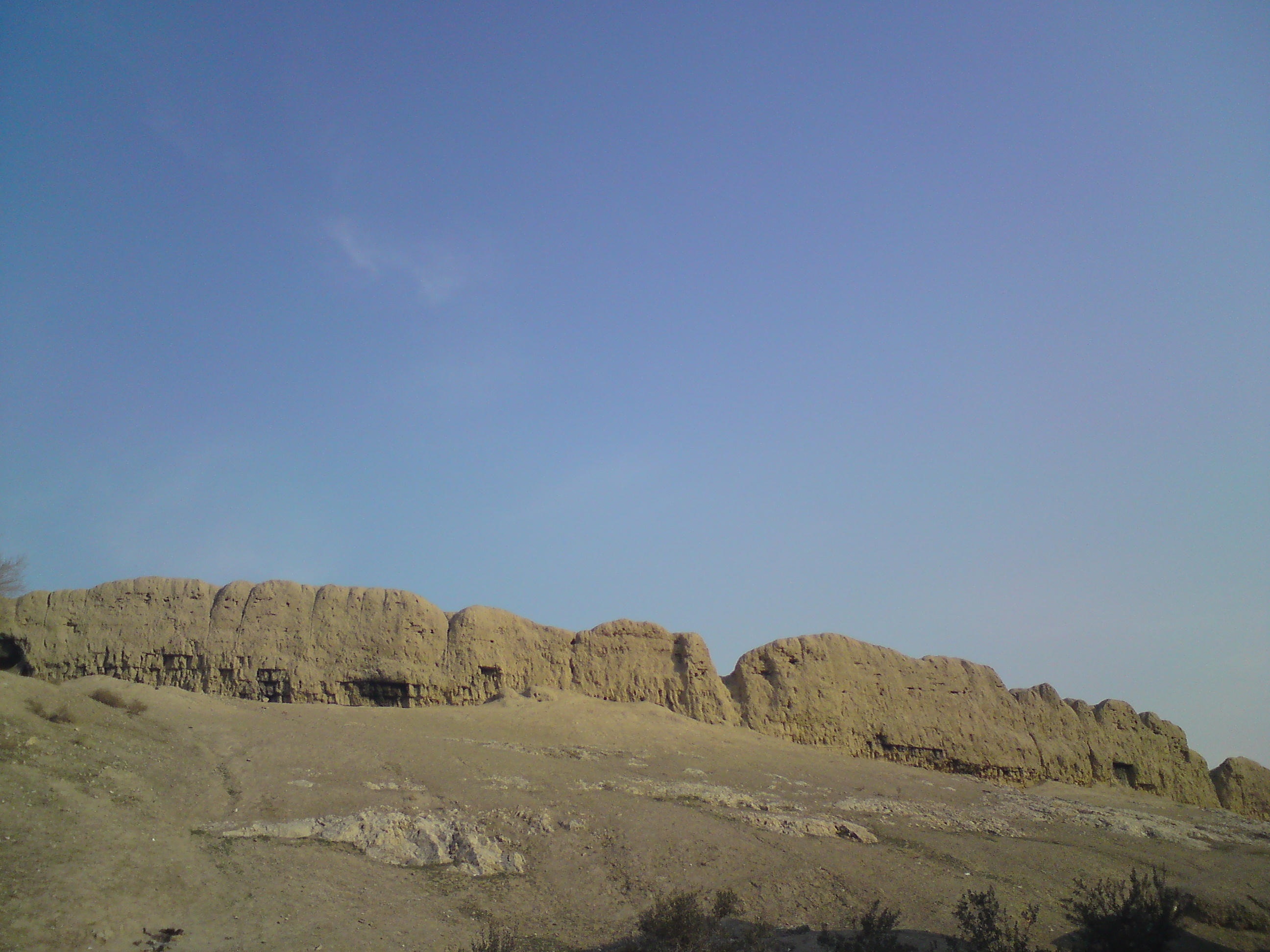
بخش به‌جا مانده از دیوار قدیمی
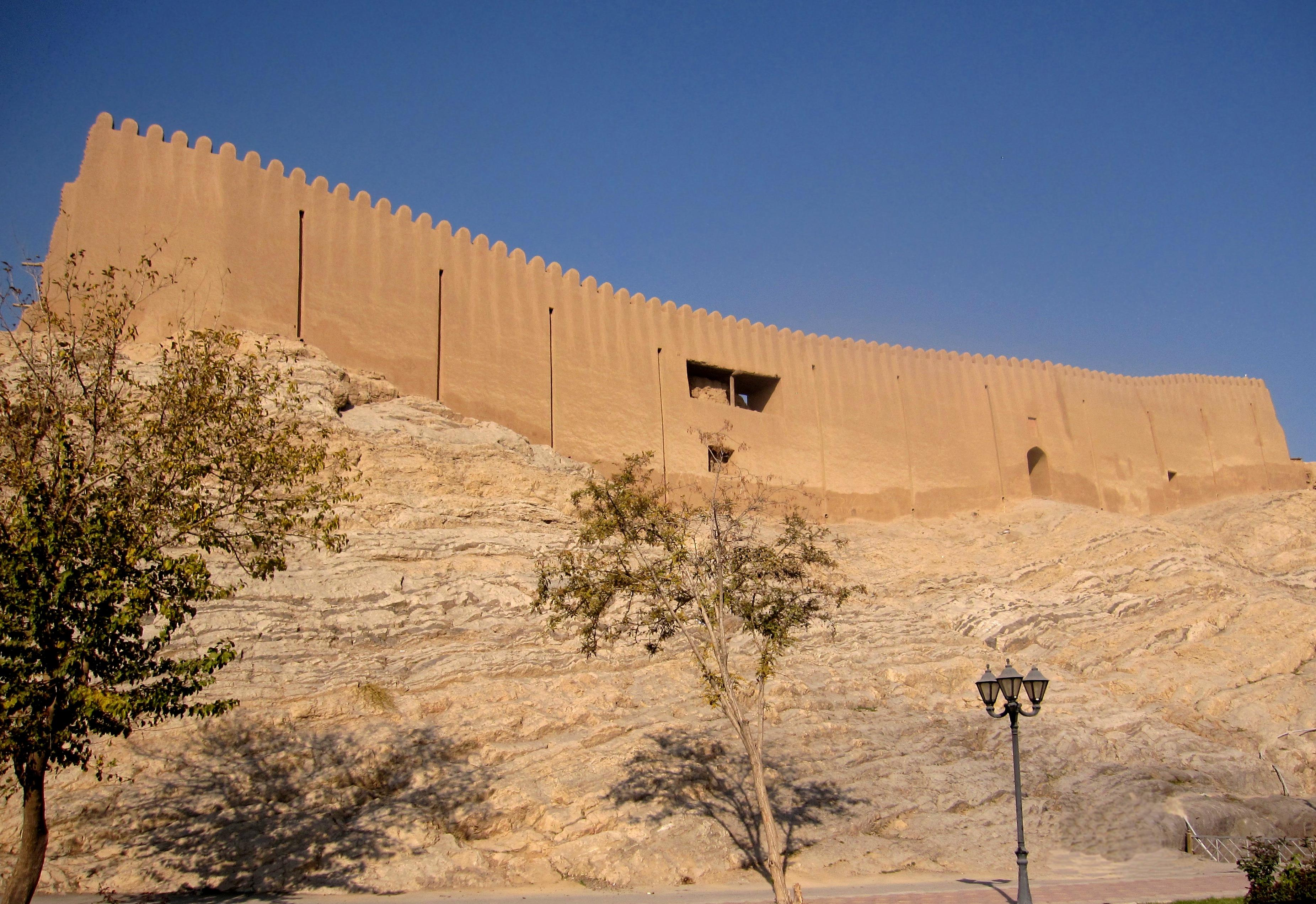
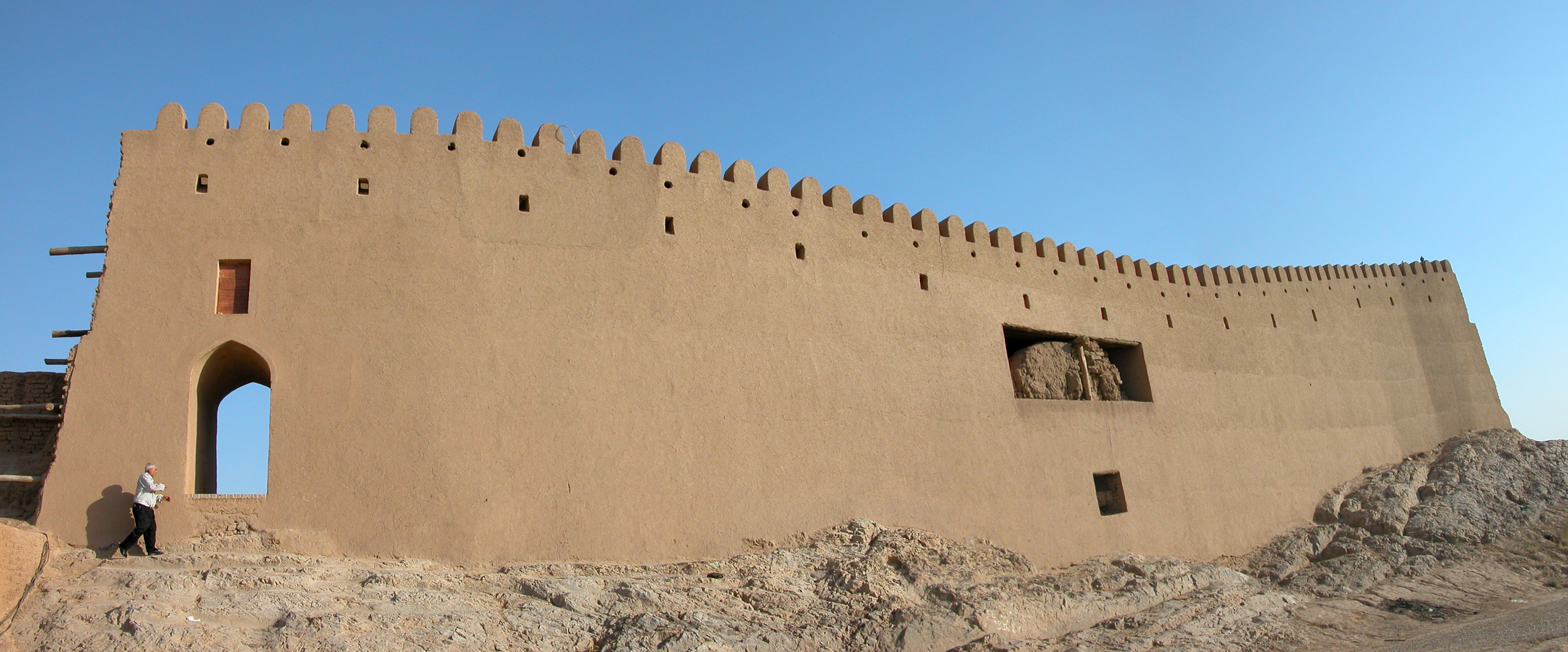
بخش بجا مانده از باروی ری در کنار چشمه علی
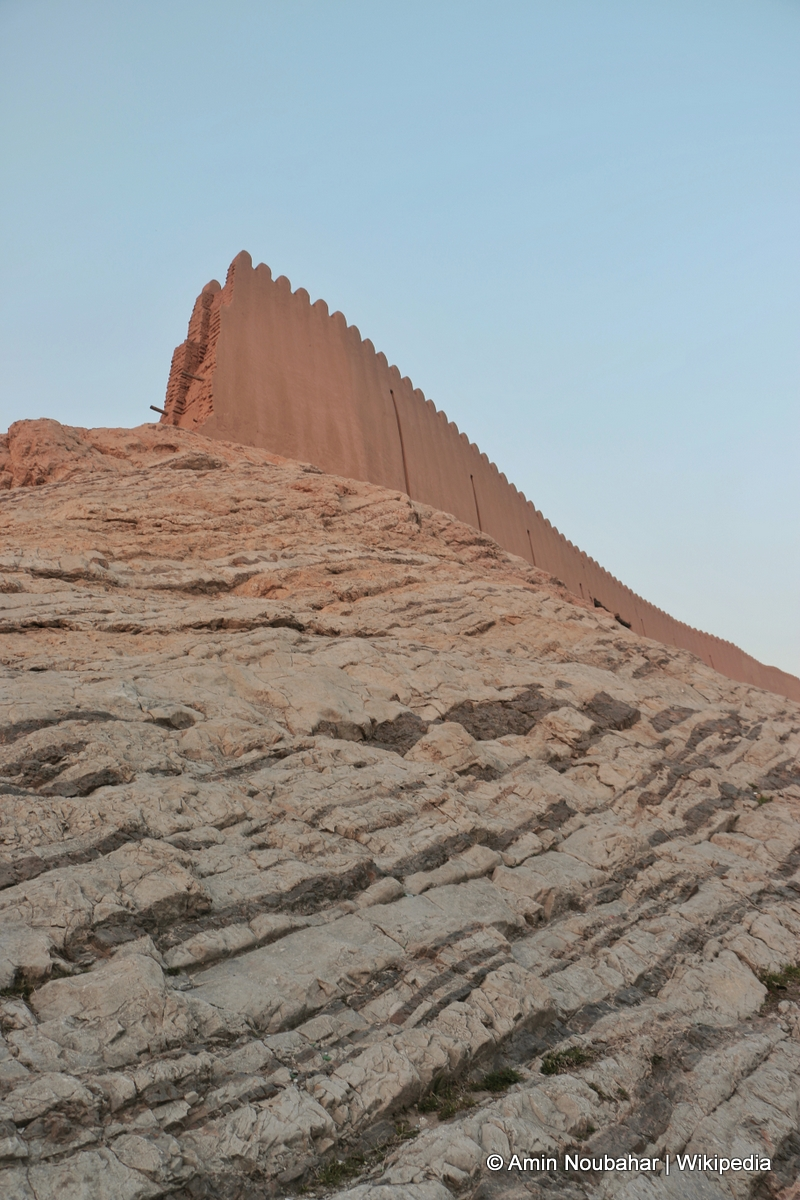
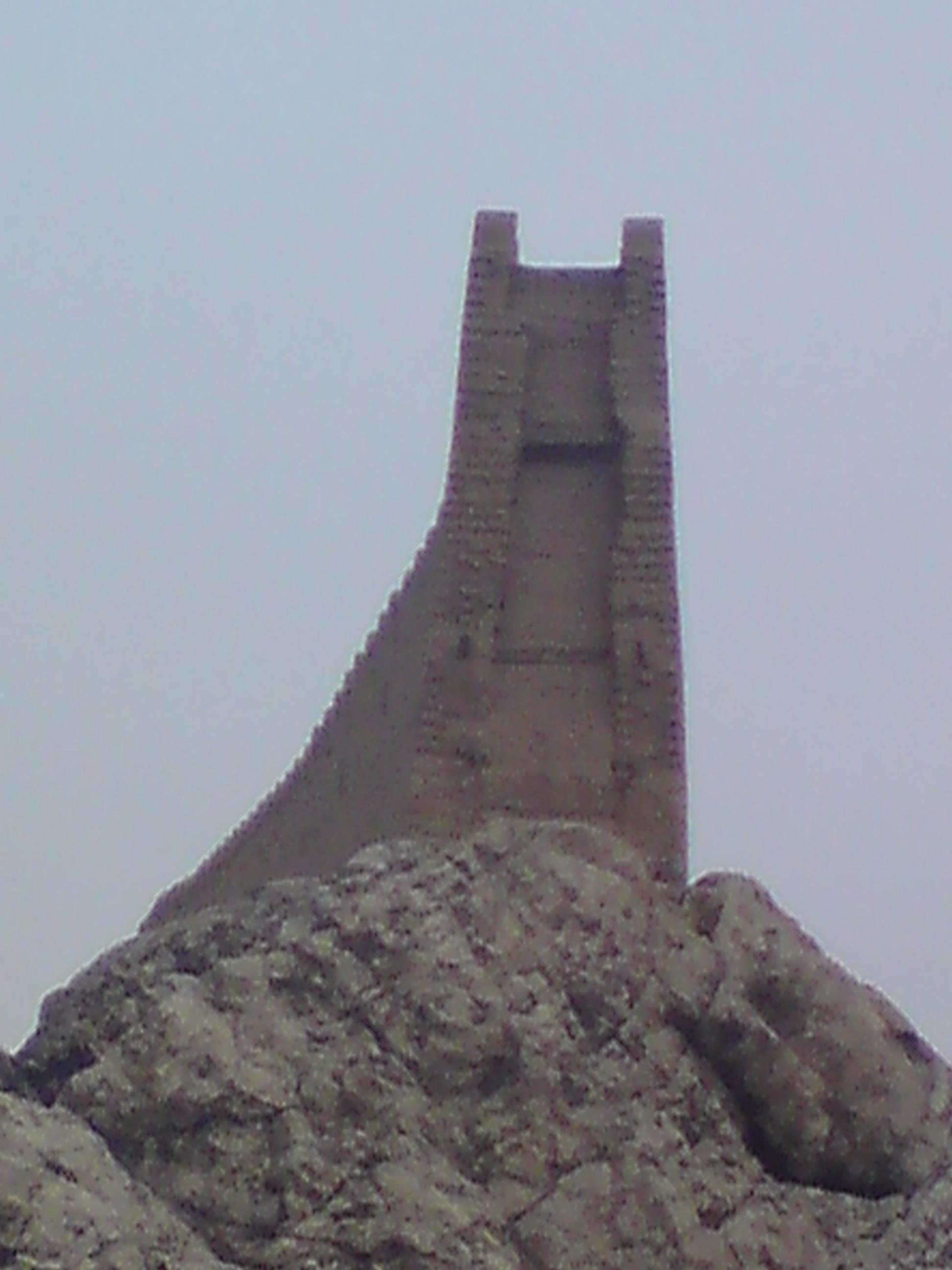
انتهای قسمت مرمت شده باروی ری